# Товия (Остроумов)
Архиепи́скоп То́вия (в миру Александр Ильич Остроумов; 25 марта (6 апреля) 1884, Коломна, Московская губерния — 5 мая 1957, Молотов, ныне Пермь) — епископ Русской православной церкви, архиепископ Молотовский и Соликамский.

## Биография
Александр Ильич Остроумов родился 25 марта (6 апреля) 1884 года в семье потомственного священника в городе Коломне. Отец — священник Илия Фёдорович Остроумов, клирик храма святых страстотерпцев Бориса и Глеба в районе Запруды города Коломны, мать — Елизавета Григорьевна Остроумова (урожденная Гусева). В семье было четверо или пятеро детей, Александр — младший, единственный сын.
В 1898 году окончил Коломенское духовное училище по I разряду и в августе поступил в Московскую Духовную Семинарию. В 1905 году окончил Московскую Духовную Семинарию. По окончании семинарии принят преподавателем Закона Божия в церковно-приходскую школу деревни Евсеево Богородского уезда Московская губернии (ныне Павлово-Посадский район), церкви в деревне не было.
В 1907 году женился. Жена — Надежда Сергеевна (ум. декабрь 1943), дочь митрофорного протоиерея Сергия Митропольского. Она окончила Московское Мариинское Епархиальное женское училище и работала учительницей в Дрезненском фабричном училище. В семье две дочери — Елизавета (род. 1908, м) и София (род. май 1917, театровед, замужем за сыном иподиакона Сергеем Сергеевичем Можайским).
В 1908 году устроился пономарём в церковь святителя Николая Чудотворца в Голутвине (город Москва). С 1910 года — псаломщик, затем рукоположен во диакона. В 1912 году закончил Московский археологический институт со званием учёного археолога.
20 декабря 1919 года рукоположен в иереи, затем был возведен в сан протоиерея.
Резкое ухудшение материального положения в начале 1920-х вынудило о. Александра тайно давать платные уроки Закона Божия на дому, так как декретом «Об отделении Церкви от государства и школы от Церкви» все образовательные учреждения Православной Церкви были ликвидированы, а частное преподавание богословских дисциплин могло быть чревато обвинением в контрреволюционной агитации.
В 1932 году всё духовенство Москвы и члены семей священников были объявлены «лишенцами». Согласно закону, они были лишены продовольственных карточек, дети — возможности учиться. Младшую дочь Софию исключили из седьмого класса общеобразовательной школы как дочь священнослужителя, старшей Елизавете отказали в возможности продолжить образование. Окончив школу, она была вынуждена пойти на тяжелую физическую работу. В 1933 году семью священника была выселена из квартиры, и переселилась в Останкино. Тогда же был закрыт Голутвинский Никольский храм.
Служил священником в храм свт. Григория Неокесарийского (город Москва). Прослужил недолго и был выслан на жительство из Москвы в с. Троицкое Истринского района Московской области, а затем был назначен настоятелем храма Рождества Богородицы в селе Павшино Красногорского района.
10 декабря 1937 года арестован. Тройкой при НКВД СССР по Московской области осуждён по ст.58-10 УК РСФСР, за религиозную пропаганду, и приговорён к 10 годам ИТЛ. Работал ИТЛ Волголага на лесоповале в районе будущего Рыбинского водохранилища, в последние несколько лет заключения работал санитаром в лазарете.
Освобождён досрочно 23 апреля 1943 года. Назначено место жительства в городе Муром без права посещения Москвы. Поступил на счетную работу в контору коммунального треста Мурома. Овдовел 2 декабря 1943 года. Ему не удалось добиться разрешения приехать на похороны жены из Мурома, где он поселился, выйдя из лагеря.
Вернулся к священнослужению в марте 1944 года; протоиерей Преображенском храме с. Цикуль Курловского района Ивановской области (ныне Гусь-Хрустального района Владимирской области).
5 декабря 1944 года на заседании Священного Синода избран епископом Свердловским и Челябинским. 7 декабря 1944 года пострижен в монахи и 10 декабря рукоположен в Москве во епископа Свердловского и Челябинского. Чин хиротонии совершили патриарший местоблюститель митрополит Ленинградский и Новгородский Алексий (Симанский), митрополит Крутицкий Николай (Ярушевич), архиепископ Ярославский и Ростовский Алексий (Сергеев).
В 1945 году был членом Поместного Собора Русской Православной Церкви, участвовал в интронизации Святейшего Патриарха Алексия I.
В 1945 году временно управлял Молотовской и Кировской епархиями и приходами Кустанайской области. В сентябре 1945 года хоронил архиепископа Александра (Толстопятова) и был назначен временно управляющим Молотовской (Пермской) епархией, которой управлял до 12 января 1946 года.
12 мая 1947 года в связи с образованием самостоятельной Челябинской епархии титул изменён на «Свердловский и Ирбитский». С 17 марта 1950 по 14 марта 1957 года был также временно управляющим Челябинской епархией и Курганской епархией в 1950 году. Патриаршим указом от 25 февраля 1953 года епископ Товия «во внимание к свыше сорокалетнему беспорочному служению Церкви Божией в священном сане» был удостоен сана архиепископа.
14 марта 1957 года назначен архиепископом Молотовским и Соликамским. 5 апреля прибыл в город Молотов (Пермь) и ревностно принялся за исполнение архипастырских обязанностей: служил в кафедральном Свято-Троицком соборе, принимал посетителей в Епархиальной канцелярии.
26 апреля тяжело заболел, и 5 мая 1957 года в 4 часа 45 минут утра скончался. Отпевание совершали преосвященные Ювеналий (Килин) и назначенный на Свердловскую кафедру Донат (Щёголев), в сослужении многочисленного духовенства из Молотовской и Свердловской епархий. Погребён у алтаря Свято-Троицкого собора Перми.

## Награды
- Медаль «За доблестный труд в Великой Отечественной войне 1941—1945 гг.», Свердловская епархия за годы войны собрала на патриотические цели и перечислила в фонд обороны СССР 15 579 000 рублей.